# Sullana (stad)
Sullana is een stad in de provincie Sullana van de Peruaanse regio Piura. Sullana telt 201.000 inwoners (2015). De stad ligt 38 km ten noorden van de hoofdstad van de regio, Piura.

## Klimaat
Sullana kent een tropisch savanneklimaat met een gemiddelde temperatuur rond de 27°C. De minimumtemperatuur ligt op 16°C en de maximumtemperatuur op 38°C.
De stad wordt geïrrigeerd met water van de nabijgelegen rivier Chira. Het gebied rondom de stad is erg droog.

## Bestuurlijke indeling
Deze stad (ciudad) bestaat uit twee districten:
- Bellavista
- Sullana (hoofdplaats van de provincie)

Arequipa · Ayacucho · Cajamarca · Chiclayo · Chimbote · Chincha Alta · Cuzco · Huancayo · Huánuco · Huaraz · Ica · Iquitos · Juliaca · Lima · Pisco · Piura · Pucallpa · Puno · Sullana · Tacna · Tarapoto · Trujillo · Tumbes